# Eriopyga limonis
Eriopyga limonis là một loài bướm đêm trong họ Noctuidae.